# Johannes Stark
Johannes Stark (15 tháng 4 năm 1874 - 21 tháng 6 năm 1957) là một nhà vật lý lỗi lạc người Đức thế kỷ 20, người đoạt giải Nobel tham gia vào phong trào Deutsche Physik dưới chế độ Đức quốc xã.

## Tiểu sử
Sinh tại Schickenhof, Bavaria (ngày nay là Freihung), Stark học tại Bayreuth Gymnasium (trường ngữ pháp) và sau đó học tại Regensburg. Stark bắt đầu con đường đại học tại Đại học München năm 1894, tại đây ông học về vật lý, toán học, hoá học và tinh thể học. Stark tốt nghiệp Đại học München năm 1897, với đồ án tốt nghiệp của ông liên quan tới một vài chủ đề vật lý về Isaac Newton.
Stark bắt đầu giữ rất nhiều chức vụ tại Viện vật lý của mẹ nuôi ông cho tới năm 1900, khi ông trở thành giảng viên không công tại Đại học Göttingen. Sau đó ông giữ chức giáo sư tại Đại học Hannover năm 1906, tới năm 1908 trở thành giáo sư trường RWTH Aachen. Ông làm việc và nghiên cứu tại rất nhiều viện vật lý tại các trường đại học, gồm cả trường Đại học Greifswald, cho tới năm 1922. Năm 1919, ông nhận được giải Nobel cho công trình tìm ra hiệu ứng Doppler trong ánh sáng và sự tách các vạch phổ dưới tác dụng của từ trường. Từ 1933 cho tới khi nghỉ hưu năm 1939, Stark được bầu làm chủ tịch của Physikalisch-Technische Bundesanstalt, ông cũng kiêm luôn chức chủ tịch của Deutsche Forschungsgemeinschaft.
Stark cho xuất bản hơn 300 bài báo liên quan đến các chủ đề về điện. Ông nhận được rất nhiều giải thưởng trong sự nghiệp bao gồm giải Nobel, Baumgartner của Viện hàn lâm khoa học Wien, giải Vahlbruch của Viện hàn lâm khoa học Göttingen, huân chương Matteucci của Viện hàn lâm Roma. Công trình đóng góp lớn nhất của ông cho lĩnh vực vật lý là Hiệu ứng Stark, do ông phát hiện năm 1913.